# Boo.com
Pour les articles homonymes, voir Boo.
Boo.com est une ancienne entreprise britannique du secteur de l'Internet, spécialisée dans la vente de vêtements en ligne, fondée en 1998 par les suédois Ernst Malmsten, Kajsa Leander et Patrik Hedelin. 
Le site est emblématique de la bulle spéculative, connue sous le nom de bulle Internet, qui accompagne l'apparition et la prolifération des premières startups de l'Internet à la fin des années 1990, notamment du fait de sa spectaculaire faillite. Boo.com dépense en effet en dix-huit mois les 135 millions de dollars qu'elle avait réussi à obtenir d'une première levée de fonds, et est placée en liquidation le 18 mai 2000.

## Historique
La société est créée en 1998 par Ernst Malmsten et Kajsa Leander, suédois et amis d'enfance. Ils s'étaient associés dès 1992 pour créer une maison d'édition suédoise, puis un site de vente de livres qu'ils ont revendu avec bénéfices en 1998. Ils souhaitent alors créer une entreprise avec plus d'envergure dans le secteur de la mode (Kajsa Leander est un ancien mannequin). Ils ont l'idée d'un « site d'avant-garde, ultra sophistiqué » commercialisant des vêtements « à la pointe de la mode. » Ils décident de créer cette entreprise à Londres, imaginant que le site coutera 20 millions de livres, aura besoin de trente employés et sera lancé en trois mois.
Le « buzz » autour du futur lancement du site rend la collecte de fonds aisée. Bernard Arnault, dont l'entreprise LVMH a effectué à l'époque plusieurs placements dans des sociétés internet aux États-Unis, cherche à investir en Europe : il entre au capital à hauteur de 8,5 %, investissant plus de 8 millions de dollars.
Grâce à une communication publicitaire importante, l'entreprise est valorisée jusqu'à plus de 400 millions de dollars avant le lancement du site. Il doit être lancé en juin mais à la suite de nombreux problèmes techniques, il n'ouvre finalement que le 3 novembre 1999. Il est lancé dans 18 pays différents mais il déçoit car il est trop perfectionné : l'utilisation d'animations et d'images 3D nécessitent une connexion internet rapide que n'ont que 2 % des foyers connectés. Il est difficile, « voire impossible », à la plupart des clients de passer une commande. L'architecture du site n'est pas simple à utiliser et l'utilisateur peut s'y perdre facilement. Le site n'est en outre pas accessible aux utilisateurs de Macintosh, or ces ordinateurs sont à l'époque très utilisés par les graphistes et entreprises des médias dont les employés auraient dû être un important marché pour Boo.com. 
L'effectif de l'entreprise grandit rapidement entre sa création et l'ouverture du site, passant de douze employés en février 1999 à plus de 400 à l'automne de la même année. Le siège est situé à Carnaby Street. La hiérarchie manque d'organisation et change constamment. Les dépenses sont importantes : 11 millions de dollars passeraient tous les mois en salaires, technique et publicité. Il semble que les actionnaires, trop nombreux, parmi lesquels Alessandro Benetton et les banques d'affaires JP Morgan et Goldman Sachs, n'aient pas exercé leur mission de contrôle de la société.
Si les commandes s'améliorent un peu lorsque le site propose des promotions à −40 %, les problèmes techniques perdurent. Le design du site est refait début 2000 afin que la navigation y soit facilitée mais les difficultés des débuts ont échaudé de nombreux clients potentiels qui préfèreront faire leurs achats dans des sites plus faciles d'accès. À cette époque, plusieurs salariés sont licenciés, beaucoup d'autres démissionnent. Après que les fondateurs ont  tenté sans succès de mener à bien une nouvelle collecte de fonds au printemps 2000, recherchant 30 millions de dollars pour mettre en place un plan de redressement, la faillite est annoncée le 18 mai 2000. Ernst Malmsten estimera par la suite que la société est arrivée trop tôt sur le marché de la vente en ligne qui commence tout juste à se développer à l'époque.